# Freedom Ship
El Freedom Ship, (en español "Barco de la libertad"), es un proyecto de ciudad flotante inicialmente propuesto a finales de 1990. Fue llamado así por la libertad que supondría el estilo de vida en una ciudad flotante que navegase alrededor del mundo. 
El proyecto Freedom Ship prevé una ciudad flotante integrada en más 1.317 metros con todo tipo de comodidades tales como: Tiendas, restaurantes, farmacias, hospital, escuela, puerto, aeropuerto y otro tipo de facilidades que pueden ser necesarias durante el viaje. Según el proyecto, el buque estaría continuamente dando la vuelta al mundo, parando regularmente en determinados puertos. El Freedom Ship tardaría 2 años en dar una vuelta al mundo.

## Tecnología
El proyecto lo propone como el barco más largo y enorme jamás construido, con un aeropuerto para el despegue y aterrizaje de aviones en su cubierta superior. El barco puede ser considerado como una Ciudad Flotante. El Freedom Ship está diseñado para albergar a más de 50.000 pasajeros.
Debido a las tensiones provocadas por el Esfuerzo de arrufo y quebranto, la construcción naval convencional no sería adecuada para este barco debido a sus enormes dimensiones. Los desarrolladores han indicado que van a utilizar una técnica de construcción segmentada, dando flexibilidad al casco y permitiéndole expandirse de forma gradual. 

## Construcción
A pesar de la cobertura de prensa en Engineering The Impossible de Discovery Channel y otros reportajes, el proyecto ha sido testigo de algunos acontecimientos recientes. Aunque la puesta en servicio del Freedom Ship estaba pensada para el año 2001, a fecha de 13 de abril de 2024 aún no ha comenzado la construcción.
Freedom Ship International inicialmente estimó el coste para la construcción del Freedom Ship en 6.000 millones de dólares en el año 1999. Para el año 2001 las estimaciones se habían elevado a 11.000. La última actualización de la página web de la corporación, en julio de 2008, fue un comunicado de prensa explicando la dificultad de obtener respaldo financiero. En noviembre de 2013, la empresa anunció que el proyecto, ahora con un precio estimado de 10.000 millones de dólares, estaba siendo resucitado, aunque la construcción aún no había comenzado.

## Viaje inaugural
El proyecto inicial contemplaba que el Freedom Ship fuera una ciudad flotante que estuviera dando la vuelta al mundo constantemente, (tardando dos años en dar una vuelta), y haciendo paradas en puertos concretos. En la siguiente tabla se detallan los lugares y fechas que habían sido seleccionados para el viaje inaugural:
| Primer año | Primer año               | Segundo año | Segundo año                  |
| ---------- | ------------------------ | ----------- | ---------------------------- |
| Enero      | San Salvador-Colombia    | Enero       | Nigeria                      |
| Febrero    | Perú-Chile               | Febrero     | Australia                    |
| Marzo      | Buenos Aires             | Marzo       | Australia                    |
| Abril      | Venezuela                | Abril       | Papua Nueva Guinea-Indonesia |
| Mayo       | La Habana                | Mayo        | Indonesia                    |
| Junio      | Nueva York-Boston        | Junio       | Indonesia                    |
| Julio      | Nueva Escocia-Inglaterra | Julio       | China                        |
| Agosto     | Noruega-Suecia           | Agosto      | Japón                        |
| Septiembre | Alemania-Francia         | Septiembre  | Océano Pacífico              |
| Octubre    | España-Italia            | Octubre     | Vancouver-Seattle            |
| Noviembre  | Turquía-Israel           | Noviembre   | San Francisco-Los Ángeles    |
| Diciembre  | Egipto-Marruecos         | Diciembre   | México                       |

## Comparación con otros barcos
En la imagen que a continuación se muestra, se compara al Freedom Ship con el RMS Titanic.

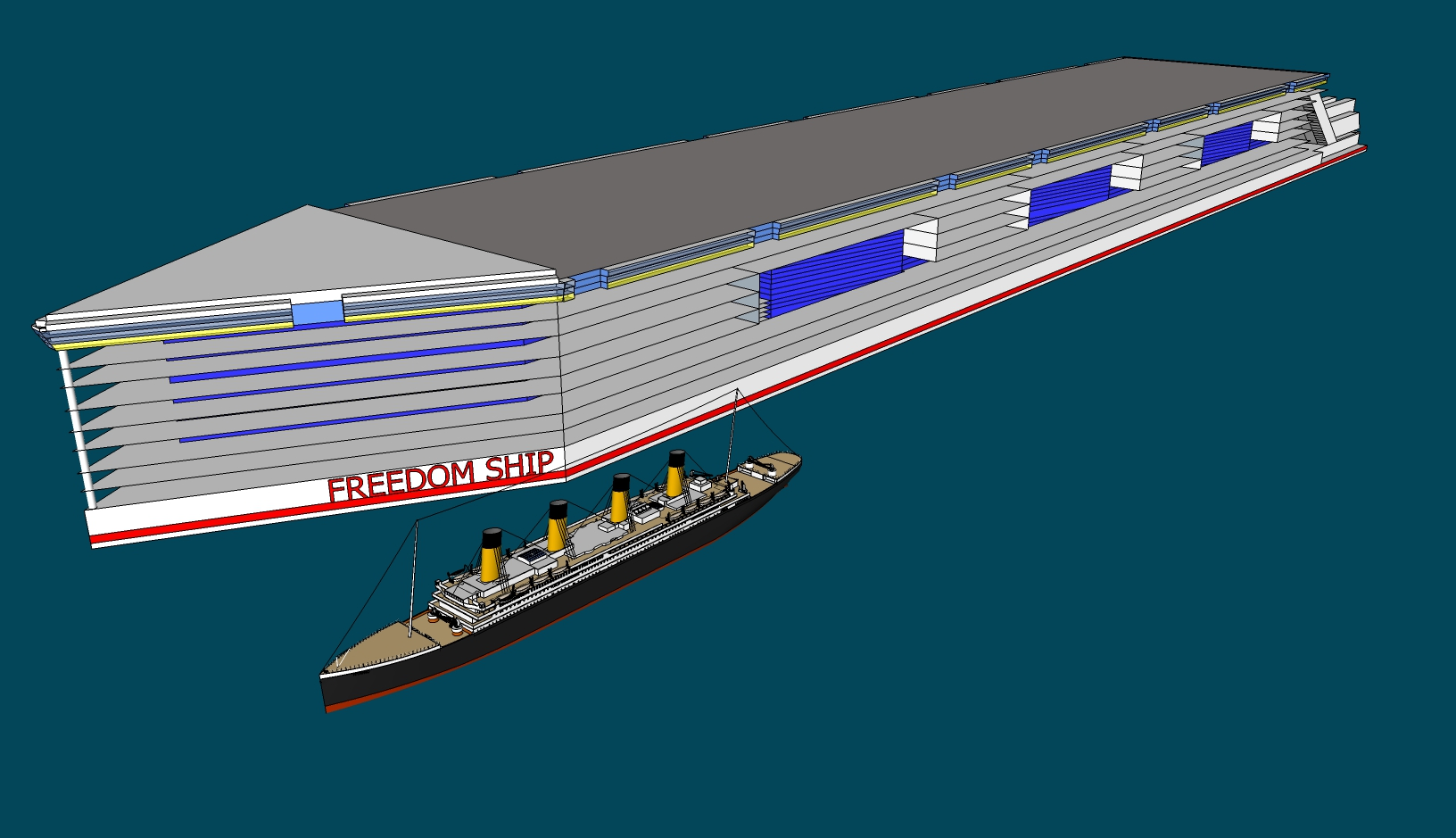
Como se puede apreciar en esta imagen, el Freedom Ship, es tres veces más grande que el RMS Titanic

## Citas
1. ↑  Artículo sobre el Freedom Ship en SFGate.com del año 1999 (En Inglés)
2. ↑  Freedom Ship, la ciudad flotante del futuro. Artículo destacado en neoteo.com
3. ↑  Documental de Discovery Chanel sobre el Freedom Ship (En Inglés)
4. ↑  «El plan de 10.000 millones de dólares para alojar a 40.000 personas en un gigantesco buque.».